# Avenionia brevis
Avenionia brevis је пуж из реда Littorinimorpha. 

## Угроженост
Подаци о распрострањености ове врсте су недовољни.

## Распрострањење
Ареал врсте је ограничен на мањи број држава. 
Врста је присутна у Немачкој, Француској, Холандији и Белгији.

## Станиште
Станиште врсте су слатководна подручја. 